# Letha
Hellen Feliciano, alias Letha est une super-vilaine évoluant dans l'univers Marvel de la maison d'édition Marvel Comics. Créé par le scénariste Mark Gruenwald et le dessinateur Ralph Macchio, le personnage de fiction apparaît pour la première fois dans le comic book Marvel Two-in-One (en) #54 en août 1979.

## Biographie du personnage

### Carrière
Originaire de l'Ohio, Hellen Feliciano est une lutteuse professionnelle, protégée de Auntie Freeze et membre fondatrice des Grapplers (en) sous le nom de Letha.
Son équipe est recrutée par la Roxxon Oil Company (en) pour espionner le Projet Pegasus, mais ils sont tous arrêtés et incarcérés.
À sa sortie, Letha fait augmenter ses pouvoirs par le Power Broker et rejoint l'Unlimited Class Wrestling Federation (en) (UCWF, une fédération de catcheurs dotés de super-pouvoirs).
Elle fait partie des dix-huit super-vilains assassinés par Scourge au « Bar Sans Nom ».

### Dark Reign
Letha est finalement ramenée à la vie avec les autres victimes par les pouvoirs démoniaques de The Hood, en échange de quoi elle doit tuer le Punisher.

## Pouvoirs et capacités
Letha est une superbe athlète et une bonne combattante au corps à corps, maîtrisant la lutte acrobatique.
- À la suite d'un traitement du Vendeur de pouvoirs (Power Broker), sa force physique a été augmentée. Elle peut soulever 2 tonnes dans des conditions optimales.
- Elle a déjà utilisé des armes de poings.
- Sa ceinture spéciale en cuir est équipé d'un grappin et d'une corde.